# Liste der Monuments historiques in Courcelles-en-Bassée
Die Liste der Monuments historiques in Courcelles-en-Bassée führt die Monuments historiques in der französischen Gemeinde Courcelles-en-Bassée auf.

## Liste der Objekte
| Bezeichnung | Beschreibung          | Standort                       | Kennzeichnung | Schutzstatus | Datum | Bild |
| ----------- | --------------------- | ------------------------------ | ------------- | ------------ | ----- | ---- |
| Kanzel      | Holz, 16. Jahrhundert | in der Kirche St-Martin (Lage) | PM77000458    | Classé       | 1977  |      |